# 大久保賢
大久保 賢（おおくぼ まさる、1941年5月5日 - ）は、広島県広島市矢賀（現・東区）出身の元サッカー選手（FW）・指導者。

## 来歴
広島市立矢賀小学校時代からサッカーを始め、広島市立二葉中学校ではFW・HB・GKと全てのポジションを経験。進学校の広島皆実高校時代は渡部英麿監督から指導を受け、HBで県下有数の選手となり、藤枝で行われた第1回高校選抜大会のオール中国の代表選手に選出され優勝。
高校卒業後の1960年に立教大学へ進学すると、関東大学リーグ1部では2度の2位を経験するなど活躍し、大学卒業後の1964年には名古屋相互銀行へ入部。大久保が2年目の1965年にチームは8チームで創設された日本サッカーリーグに参加し、大久保はエース兼CFや兼任コーチとして活躍。名相銀のメンバーは昼は窓口業務や営業をこなす普通の銀行マンで、練習時間は少なく毎年のように入替戦を戦った。1971年はJSL最下位となり、12月30日の入替戦で藤和不動産に敗れた結果、会社の方針によりチームは休部した。大久保は渡部の仲介で、他の広島出身選手と移籍を希望した計6人と共に、新たに山口県熊毛郡平生町にチームが設立された永大産業へ移籍した。この事件は当時の新聞も大々的に報じた。
大久保は銀行マンらしく、トレード話が来た時すぐに永大の経営内容を調べた。あまり良い内容でなかったが、永大の社長・深尾茂との面接の日、本社受付の脇の壁にかかっていた社訓「“頭をつかって知恵を出せ。知恵の出せないものは汗を出せ。知恵も汗も出せないものは静かに去れ。“」というシンプルで力強い言葉に感動、また深尾に「好きにすりゃええがな。お前のやりたいようにやったらええ。これからは、部長や専務など通さんでもいいから、直接わしに言ってこい」とチーム強化を一任され移籍を決意した。
1972年3月に正式に発足し、大久保は初代監督としてチームを指揮。「鬼監督」と呼ばれた厳しい指導でチームを強化し、JSL経験者が主力となった同チームは地方リーグでは桁違いの強さを誇った。当時は地域リーグが未整備で、現在のように何部にも分かれておらず、このカテゴリーを1年で通過。同年の全国社会人サッカー選手権大会決勝で帝人松山を破り、創部初年度でJSL2部入りという快挙を成し遂げた。1973年にはJSL2部で甲府クラブ、読売クラブとの優勝争いを制し、一部最下位であった田辺製薬との入替戦にも勝ち2年目にJSL1部に昇格した。1974年から、ジャイロ・マトス、ジャイール・A・ノバイス、アントニオ・G・ペレのブラジル人トリオが加わりチーム力が大きくアップ。大久保は当時まだ珍しかったオフサイドトラップを多用し、現代サッカーにも通じる考えを実行していた。JSL一部では苦戦し前期は5分4敗と1勝も出来なかったが、ブラジル人トリオを加えた後期には4勝を挙げて旋風を巻き起こす。結局最下位となって翌年の入替戦に望むことになったが、同年暮れから参加した天皇杯では創部3年目で決勝進出という偉業に導いた。1975年元日に行われた決勝はヤンマーに1-2で敗れたものの、準優勝という結果を残した。
JSL1部に残留した1975年はセルジオ越後をコーチに迎え5位と健闘したが、親会社の永大が業績を悪化させ、1976年からリストラが加速。大久保も外国人登録制限に違反したと突然、日本サッカー協会から無期登録停止処分を受けた。この処分で酷く心の傷を負った大久保は塩澤敏彦コーチに監督を譲り、傷心のまま永大産業を去った。処分は根拠の無いもので3ヶ月後に解除されたが、会社は大久保を護ることも引き止めることもしなかった。1976年にチームは塩沢監督-セルジオ越後コーチの新体制でJSL7位に終わり、1977年に業績悪化のため廃部が決まった。移籍を希望した16人全員が本田技研や東芝などへ移籍し、親会社の永大は1978年に約1,800億円の負債を抱え、当時としては戦後最大ともいわれた倒産をした。しかし苦節32年をかけて事業を復活させ、2007年に再上場を果たしている。大久保は2007年現在も健在で、各地のサッカー会場に駆けつけ好きな写真を撮っているという。
永大が日系ブラジル人助っ人を選ぶためにクルゼイロと練習試合をした際、大久保はアデマール・ペレイラ・マリーニョに目を付けており、知り合いである札幌大学の柴田勗監督に推薦し留学生として来日している。

## 選手歴
- 1957年 - 1959年 広島県立広島皆実高等学校
- 1960年 - 1963年 立教大学
- 1964年 - 1971年 名古屋相互銀行

## 指導歴
- 1972年 - 1975年 永大産業 監督

### 監督成績
| 年度 | 所属   | 順位 | 勝点 | 勝 | 分 | 敗 | 得点 | 失点 | 天皇杯 |
| ---- | ------ | ---- | ---- | -- | -- | -- | ---- | ---- | ------ |
| 1973 | JSL2部 | 優勝 | 26   | 11 | 4  | 3  | 51   | 24   | 3回戦  |
| 1974 | JSL1部 | 9位  | 14   | 4  | 6  | 8  | 19   | 30   | 準優勝 |
| 1975 | JSL1部 | 5位  | 18   | 8  | 2  | 8  | 30   | 29   | 2回戦  |